# Самара арена
53° 16′ 40″ N 50° 13′ 15″ E / 53.27778° С; 50.22083° И
Самара арена (рус. Самара-арена) или Арена космос (рус. Космос Арена) фудбалски је стадион у граду Самари, у Самарској области Руске Федерације. Наменски је изграђен за потребе Светског првенства у фудбалу 2018. чији домаћин је Русија. Грађен је од јуна 2015. до краја децембра 2017, а трошкови градње износили су 18,9 милијарди руских рубаља. Предвиђени капацитет стадиона је 44.807 седећих места. Изглед стадиона инспирисан је тематиком везаном за свемирска истраживања пошто сам град има дугу традицију свемирских истраживања, а терен и трибине су покривени стакленом куполом максималне висине 60 m. 
Планирано је да се након светског првенства стадион преда на употребу локалном фудбалском клубу Крила Совјетов.

## Локација
У првобитној понуди која је поднесена ФИФА-и, нови стадион је требало да се гради на острву јужно од града, где не постоје скоро ниједно насеље или инфраструктура. У том тренутку није било ни моста који би водио до тамо.
То је проузроковало критике и тако је стадион био пресељен на север, који би се градио унутар граница града. Првобитно је планирано да његова површина буде 27 хектара, али је промењена на 240, а затим до 930 хектара. Одлука о повећању подручја спортског комплекса је предузета пре било каквих консултација са становницима Самаре. Већина објеката планираних у проширеном подручју није имала везе са спортом.
Подручје југо-западно од стадиона се зове Радио центар №3, изворно звано Радио Центар. Изграђен је 1949. године. Избор места није случајан, јер је у тадашње време то била највиша тачка у граду. Емитовање на кратким таласима је почело 1952. године. У Радио центру појавио се град истог имена, у којем су живели стручњаци који су тамо радили. Упркос својој скромној величини, у својој инфраструктури постојало је место за мали Дом културе и школу. Центар културе је затворен, а сада је зграда празна. Школа је радила до 1981. године, након чега је школа имала у оквиру својих активности и бициклистичку школу. У новембру 2013. почело је делимично демонтирање антена и других структура, са новим радио центром који је планиран да се гради (практично на истој локацији), чији ће главни нагласак бити телевизијски торањ капацитета 240 m који ће се налазити на 10 хектара.

## ФИФА Светско првенство 2018.
| Датум         | Време | Тим #1    | Резултат | Тим #2     | Група         | Број посетилаца |
| ------------- | ----- | --------- | -------- | ---------- | ------------- | --------------- |
| 17. јун 2018. | 14:00 | Костарика | 0 : 1    | Србија     | Група Е       | 41.432          |
| 21. јун 2018. | 14:00 | Данска    | 1 : 1    | Аустралија | Група Ц       | 40.727          |
| 25. јун 2018. | 16:00 | Уругвај   | 3 : 0    | Русија     | Група А       | 41.970          |
| 28. јун 2018. | 16:00 | Сенегал   | 0 : 1    | Колумбија  | Група Х       | 41.970          |
| 2. јул 2018.  | 16:00 | Бразил    | 2 : 0    | Мексико    | Осмина финала | 41.970          |
| 7. јул 2018.  | 16:00 | Шведска   | 0 : 2    | Енглеска   | Четвртфинале  | 39.991          |